# Монале
Мона̀ле (на италиански: Monale; на пиемонтски: Monal, Монал) е село и община в Северна Италия, провинция Асти, регион Пиемонт. Разположено е на 200 m надморска височина. Населението на общината е 1031 души (към 2013 г.).